# Blepharita ferida
Blepharita ferida là một loài bướm đêm trong họ Noctuidae.